# Chroma
La Chroma (anche traslitterato come Hroma o Khroma) è un fiume della Russia siberiana nordorientale (Sacha), tributario del Mare della Siberia Orientale

## Descrizione
Nasce dal versante settentrionale delle Alture Polousnyj dopo la confluenza dei due rami sorgentiferi Tėmtėkėn (Тэмтэкэн) e Nemalak-Arangas (Немалак-Арангас) e scorre con direzione prevalentemente nordorientale nel piatto e paludoso Bassopiano della Jana e dell'Indigirka; sfocia dopo 685 km di corso all'estremità occidentale del Mare della Siberia Orientale, in una baia che dal fiume prende il nome (Baia della Chroma, in russo Хромская Губа, Chromskaja Guba). L'unico affluente di rilievo è l'Urjung-Ulach, dalla sinistra idrografica.
Il fiume scorre in una zona selvaggia, dal clima rigidissimo; questo spiega la pressoché totale assenza di centri urbani lungo le sue sponde e i lunghissimi periodi di gelo (fine settembre - fine maggio).